# Rodrygo
Rodrygo Silva de Goes, född 9 januari 2001, känd som endast Rodrygo, är en brasiliansk fotbollsspelare som spelar för Real Madrid.

## Klubbkarriär

### Santos
Den 21 juli 2017 skrev Rodrygo på sitt första professionella kontrakt med Santos; ett femårskontrakt. Den 1 november 2017 flyttades han upp i A-laget av den tillfälliga tränaren Elano.
Rodrygo gjorde sin Série A-debut den 4 november 2017 i en 3–1-vinst över Atlético Mineiro, där han blev inbytt på övertid mot Bruno Henrique.

### Real Madrid
Den 15 juni 2018 kom Real Madrid överens med Santos om en övergång för Rodrygo. Övergången genomfördes i juli 2019 och Rodrygo skrev på ett kontrakt fram till 2025.
Rodrygo gjorde sin La Liga-debut den 25 september 2019 i en 2–0-vinst över Osasuna, där han blev inbytt i den 71:a minuten mot Vinícius Júnior och en minut senare gjorde mål. Den 6 november 2019 gjorde Rodrygo ett hattrick i en 6–0-vinst över Galatasaray i Champions League. Han var då vid en ålder av 18 år och 301 dagar och blev den näst yngsta att göra ett hattrick i Champions League (efter Raúl).

## Landslagskarriär
I november 2019 blev Rodrygo uttagen i Brasiliens landslag för första gången till en landskamp mot Argentina. Rodrygo debuterade den 15 november 2019 i en 1–0-förlust mot Argentina, där han blev inbytt i den 71:a minuten mot Willian.
I november 2022 blev Rodrygo uttagen i Brasiliens trupp till VM 2022.

## Meriter

### Real Madrid
- La Liga: 2019/2020, 2021/2022, 2023/2024
- Uefa Champions League: 2021/2022, 2023/2024
- Spanska cupen: 2022/2023
- Spanska supercupen: 2019, 2021, 2023-24
- Uefa Super Cup: 2022, 2024
- Interkontinentala cupen: 2022, 2024